# Łukasz Grela
Łukasz Grela, né le 25 novembre 1986, est un haltérophile polonais.

## Palmarès

### Championnats d'Europe
- 2018 à Bucarest
  -  Médaille de bronze en moins de 94 kg.